# Смоленский мост
Смоле́нский мост — автодорожный железобетонный арочный мост через реку Смоленку в Василеостровском районе Санкт-Петербурга, соединяет Васильевский остров и остров Декабристов. 

## Расположение
Расположен в створе 16-й—17-й линий Васильевского острова. Рядом с мостом расположено Смоленское кладбище (православное, лютеранское, армянское, братское (блокадное)).
Выше по течению находится Уральский мост, ниже — Ново-Андреевский мост.
Ближайшая станция метрополитена — «Приморская».

## Название
С 1798 по 1844 год мост назывался Армянским (по армянскому кладбищу), также существовало название Немецкий (по расположенному рядом лютеранскому Смоленскому кладбищу). Современное название известно с 1829 года и дано по Смоленскому православному кладбищу.

## История
Деревянный балочный мост был построен в 1750-х годах для связи с лютеранским кладбищем. В XIX веке мост неоднократно ремонтировался: в 1841, 1872—1873, 1885 годах (перестроен по проекту Г. В. Барановского в мост шпренгельной системы). Длина моста составляла 32 м, ширина — 12,5 м.
В 1902 году городская дума рассматривала вопрос о замене деревянного моста железобетонным, но решение не было принято. В 1913 году в связи с намеченным открытием трамвайного движения по 16-й и 17-й линии мост был перестроен. В 1930 году деревянные прогоны заменены металлическими двутавровыми балками. Верхнее строение моста и опоры оставались деревянными.
Существующий железобетонный мост был построен в 1959—1961 годах по проекту инженера института «Ленгипроинжпроект» А. Д. Гутцайта и архитектора Л. А. Носкова. Строительство вело СУ-2 треста «Ленмостострой» под руководством инженера Н. П. Агапова. В 2002 году в связи с прекращением трамвайного движения на прилегающих улицах, на мосту были демонтированы трамвайные пути с последующим восстановлением гидроизоляции и асфальтобетонного покрытия.

## Конструкция

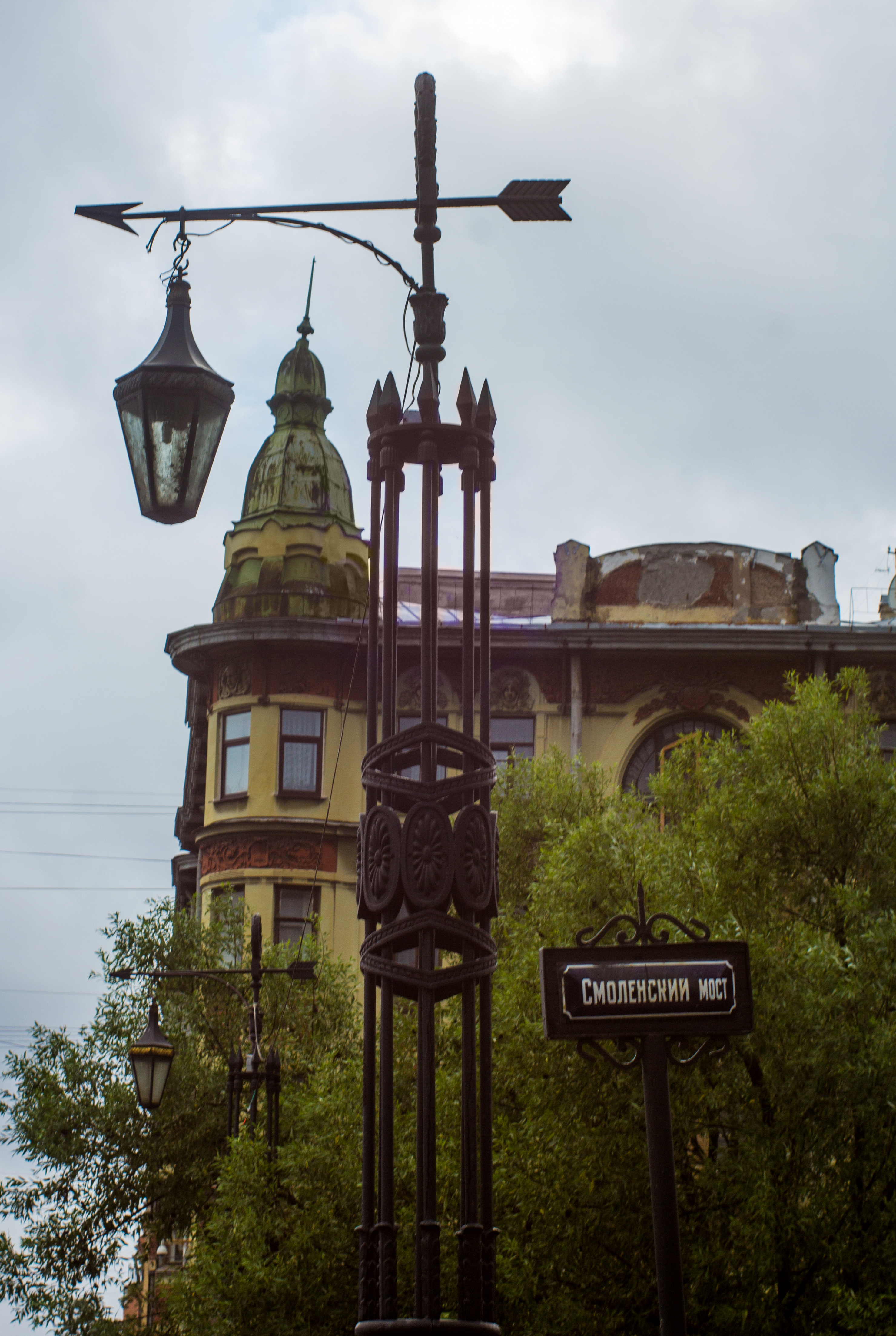
Торшер освещения моста

Мост однопролётный железобетонный арочный. По статической схеме — бесшарнирная арка. Своду придано циркульное очертание радиусом 19,28 м, расчётный пролёт моста — 19,2 м. Устои моста из монолитного железобетона на свайном основании. Наружная поверхность устоев и фасады моста облицованы гранитом. Опоры выдвинуты из линии набережной в русло реки. Общая длина моста составляет 31,1 м, ширина моста — 28,25 м. 
Мост предназначен для движения автотранспорта и пешеходов. Проезжая часть моста включает в себя 4 полосы для движения автотранспорта. Покрытие проезжей части и тротуаров — асфальтобетон. Тротуары отделены от проезжей части высоким гранитным парапетом. Перильное ограждение чугунное, художественного литья, завершается на устоях гранитным парапетом. При въездах на мост на гранитных тумбах установлены четыре металлических торшера художественного литья с фонарями. По архитектурному оформлению схож с Краснооктябрьским мостом через Обводный канал.